# Trinidad en Tobago op de Olympische Zomerspelen 1964
Trinidad en Tobago nam deel aan de Olympische Zomerspelen 1964 in Tokio, Japan. Het was de eerste deelname na de onafhankelijkheid in 1962. Vier jaar eerder nam het deel als onderdeel van de West-Indische Federatie en voor die tijd was het aanwezig als Britse kolonie.

## Medailles

### 2Zilver
- Wendell Mottley — Atletiek, mannen, 400 meter

### 3Brons
- Edwin Roberts — Atletiek, mannen 200 meter
- Edwin Skinner, Kent Bernard, Wendell Mottley en Edwin Roberts — Atletiek, mannen 4x400 meter

Afghanistan · Algerije · Argentinië · Australië · Bahama's · België · Bermuda · Birma · Bolivia · Brazilië · Brits-Guiana · Bulgarije · Cambodja · Canada · Ceylon · Chili · Colombia · Congo-Brazzaville · Costa Rica · Cuba · Denemarken · Dominicaanse Republiek · Duits eenheidsteam · Ethiopië · Filipijnen · Finland · Frankrijk · Ghana · Griekenland · Groot-Brittannië · Hongarije · Hongkong · Ierland · IJsland · India · Irak · Iran · Israël · Italië · Ivoorkust · Jamaica · Japan · Joegoslavië · Kameroen · Kenia · Libanon · Liberia · Libië · Liechtenstein · Luxemburg · Madagaskar · Maleisië · Mali · Marokko · Mexico · Monaco · Mongolië · Nederland · Nederlandse Antillen · Nepal · Nieuw-Zeeland · Niger · Nigeria · Noord-Rhodesië · Noorwegen · Oeganda · Oostenrijk · Pakistan · Panama · Peru · Polen · Portugal · Puerto Rico · Roemenië · Senegal · Sovjet-Unie · Spanje · Taiwan · Tanganyika · Thailand · Trinidad en Tobago · Tsjaad · Tsjecho-Slowakije · Tunesië · Turkije · Uruguay · Venezuela · Verenigde Arabische Republiek · Verenigde Staten · Vietnam · Zuid-Korea · Zuid-Rhodesië · Zweden · Zwitserland